# 前島密
前島密（日语：／ Maejima Hisoka，1835年2月4日—1919年4月27日）是日本一名政治家，由於他對創立近代日本郵政制度的貢獻，又稱為日本郵政制度之父，郵政和郵票的日文便是由他翻譯，其肖像於1947年8月10日開始作為一日元郵票的設計，至今未有改變。

## 生平

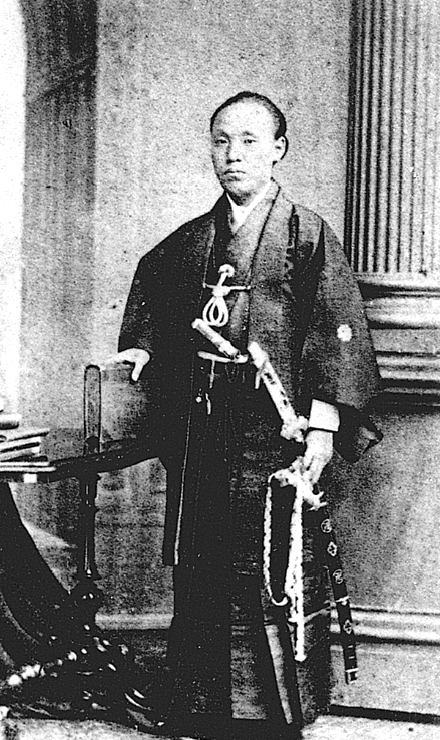
幕末時的前島密

前島生於越後國頸城郡津有村大字下池部村（現新潟縣上越市大字下池部），其父親是當地豪農上野助右衛門，母親是高田藩士伊藤源之丞之妹貞，為家中次子。天保13年（1842年），他跟隨母親投靠擔任糸魚川藩藩醫的叔父相澤文仲，自此前島便開始希望學習醫術。弘化2年（1845年），他拜高田藩儒生倉石典太為師，兩年後前往江戶鑽研醫學和蘭學。在黑船來航的時候，他跟隨井戶弘道前往浦賀港迎接。安政元年（1854年），為了考察國防，他環繞了日本，坐船經北陸道、山陰道抵達豐前小倉，其後從長崎出發經肥後國、日向國前往四國，再沿伊予國、讚岐國抵達紀伊國，再經伊勢國、三河國後，沿經東海道後於伊豆國下田啟航返回江戶。翌年，他寄身於旗本設樂氏的屋敷，在遇上岩瀨忠震後深感學習英語的重要性，也曾經跟設樂氏家臣學習數學。同年，他跟隨下曾根信敦學習砲術，翌年則跟隨磐城平藩士學習長沼流兵法。其後，他又在觀光丸船長竹內貞基的指導下學習機關學，在貞基支援下入讀軍艦教授所，作為見習生登上了觀光丸。
安政5年（1858年），他改名卷退藏，前往了箱館跟隨武田斐三郎學習航海，翌年作為箱館丸的船員展開為期七個月的航海實習，並且環繞日本進行測量。萬延元年（1860年），他獲箱館奉行任命為箱館丸測量役，再航行三個月後才返回江戶。文久2年（1862年），他跟從滯留在長崎的傳教士惠主教以及吉多·費洛貝奇學習英語。翌年，他跟隨何禮之前往江戶成立洋行不果後回到長崎，並且在翌年為貧苦學生開設了私塾。慶應元年（1865年），他受薩摩藩邀請在開成所教授英語，並且成為薩摩藩士。同年，他接獲其兄又右衛門死去的消息便回到了越後。翌年，他成為幕臣前島家的養子，改名前島來輔，同年向德川慶喜提出漢字御廢止之議，及後與幕臣清水家之女奈可（仲子）結婚，並且成為幕府開成所翻譯筆記方。翌年，就任開成所數學教授，神戶港開港時則協助兵庫奉行前往處理港口事務。大政奉還後翌年，他向大久保利通提出遷都東京，同年成為靜岡藩的留守居。
1869年，他出仕於明治政府的民部省和大藏省，當時的直屬上司是澀澤榮一，在這時期開始他改名為前島密。翌年4月，他就任租稅權正，5月兼任驛遞權正，並且在6月提出新郵政制度。為了讓郵政制度取代飛腳，他前往了英國視察當地的郵政制度，並且在翌年8月17日就任驛遞頭。自此，日本正式展開了國營的郵政業務，最初在東京和大阪之間實施，翌年擴展至全國，日文裡郵政（郵便）和郵票（切手）等便是由他負責翻譯的用語。1872年，他推動飛腳屋成立了陸運元會社，後來改名為內國通運會社（現日本通運的前身）。1874年，兼任內務大丞，兩年後升任内務少輔。1877年，在內務卿大久保利通前往平定西南戰爭之際，他負責暫時留守內務省。同年，他擔任第一屆內國勸業博覧會的審查官長。翌年，他出仕於地租改正局，並且兼任元老院議官和勸農局長。1880年，升任內務大輔，並且就任驛遞總官。同年創立了日本海員掖濟會。明治十四年政變爆發後，他辭去驛遞總官的職務，與大隈重信等人一同下野，並且創立了立憲改進黨。
1886年，他就任關西鐵道社長，在1887年又成為了東京專門學校（現早稻田大學）校長。翌年，他受遞信大臣榎本武揚邀請，就任遞信次官。1889年，他出任電氣學會副會長，翌年協助創立了東京郵便電信學校。1891年，他辭去遞信次官一職。1893年，他就任東京馬車鐵道（現東京都電車）的法定審計師，1896年出任北越鐵道社長和東洋汽船（現日本郵船）的法定審計師。1901年，他獲任命為東京盲啞學校商議委員。1903年，他就任京釜鐵道理事，翌年擔任貴族院議員。1908年，他出任日清生命保險（現T&D金融生命保險）社長。1910年，辭去了絕大部分的公職，並且在翌年隱居神奈川縣三浦郡西浦村大字蘆名（現神奈川縣橫須賀市大字蘆名）的別墅如如山莊，於1919年在同地去世，其墓位於同區域的淨樂寺。
1931年11月7日，前島記念館在其故鄉落成。1962年，為了紀念郵政制度成立90週年，前島的半身雕像設立在日本橋郵便局外。2014年11月22日，為了紀念前島死去95週年，日本郵政在其墓地淨樂寺附近設立了紀念郵箱。

## 榮譽
位階
- 1873年11月17日 - 正五位[9]
- 1888年12月6日 - 從三位[10]
- 1902年7月30日 - 正三位[11]
- 1913年8月20日 - 從二位[12]

勳章
- 1881年 - 勳三等旭日中綬章[4]
- 1889年11月25日 - 大日本帝國憲法發布紀念章（日语：記念章）[13]
- 1902年6月19日 - 男爵[14]
- 1906年4月1日 - 勳二等瑞寶章[4]

## 郵票
由於前島對日本郵政制度的貢獻，他又名日本郵政之父。1947年8月10日，其肖像便用於一日元郵票上直至現在。2014年，日本郵政公佈在2015年2月2日將會更改普通郵票的設計時，只有一日元郵票的設計未有更改，日本郵政更斷言道只有前島密肖像的一日元郵票是不可能更改成其他設計。除了一日元普通郵票外，使用前島肖像的還有1946年11月20日發賣的15錢郵票。
除了普通郵票外，也有以下的紀念郵票以前島肖像作為設計：
- 1927年6月20日發賣，萬國郵政聯盟加盟50週年，1錢5厘和3錢。
- 1946年12月12日發賣，郵政制度成立75週年，30錢。
- 1961年4月20日發賣，郵政制度成立90週年，10日元。
- 1985年6月5日發賣，前島密誕生150年，60日元。
- 1994年8月10日發賣，郵政郵票的歷程系列第1輯龍郵票（日语：竜切手） 四種，80日元。
- 2007年10月1日發賣，日本郵政民營化紀念郵票之一，80日元。

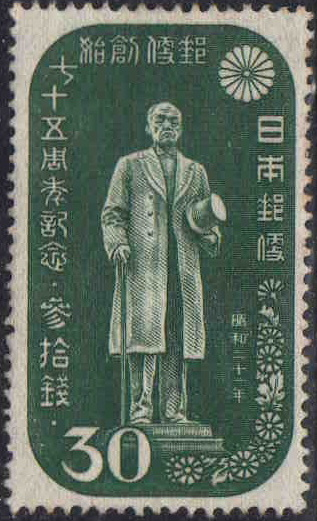
郵政制度成立75週年紀念郵票
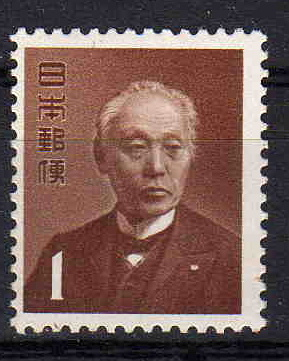
一日元普通郵票（初版）

## 家族構成
- 長子：前島彌（企業家、男爵）[18]
- 長女：不二（高田早苗之妻）[18]
- 二女：起久（松島鉦四郎之妻）[18]
- 三女：睦子（市瀨恭次郎（日语：市瀬恭次郎）之妻）[18]
- 四女：由理（吉澤義則之妻）[18]
- 孫：前島勘一郎（日语：前島勘一郎）（貴族院男爵議員，前島彌長子）[18]